# 43è Festival Internacional de Cinema de Canes
El 43è Festival Internacional de Cinema de Canes es va dur a terme del 10 al 21 de maig de 1990. La Palma d'Or fou atorgada a Wild at Heart de David Lynch.
El festival va obrir Dreams, dirigit per Akira Kurosawa i va clausurar amb The Comfort of Strangers, dirigit per Paul Schrader.

## Jurat

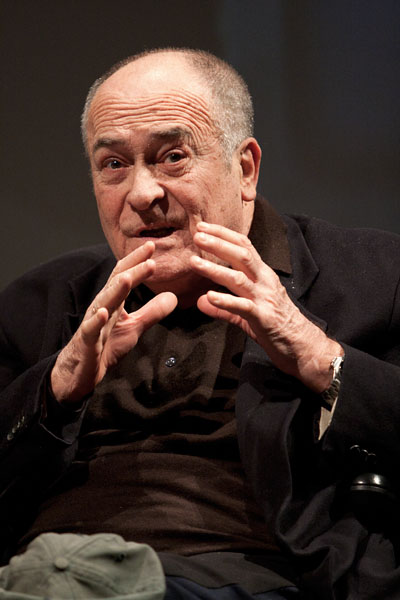
Bernardo Bertolucci, President del jurat de la competició principal

### Competició principal
Les següents persones foren nomenades per formar part del jurat de la competició principal en l'edició de 1990:
- Bernardo Bertolucci (Itàlia) President
- Aleksei German (Rússia)
- Anjelica Huston (EUA)
- Bertrand Blier (França)
- Christopher Hampton
- Fanny Ardant (França)
- Françoise Giroud (França)
- Hayao Shibata (Japó)
- Mira Nair (Índia)
- Sven Nykvist (Suècia)

### Càmera d'Or
Les següents persones foren nomenades per formar part del jurat de la Càmera d'Or de 1990:
- Christine Boisson (actriu) President
- Bruno Jaeggi (periodista)
- Caroline Huppert (director)
- Catherine Magnan (cinèfil)
- Jan Svoboda (periodista)
- Martine Jouando (crític)
- Richard Billeaud
- Vecdi Sayar (cinèfil)

## Selecció oficial

### En competició – pel·lícules
Les següents pel·lícules competiren per la Palma d'Or:
- La captive du désert de Raymond Depardon
- Come See the Paradise d'Alan Parker
- Cyrano de Bergerac de Jean-Paul Rappeneau
- Daddy nostalgie de Bertrand Tavernier
- Stanno tutti bene de Giuseppe Tornatore
- Hidden Agenda de Ken Loach
- Przesłuchanie de Ryszard Bugajski
- Ju Dou de Zhang Yimou
- La putain du roi d'Axel Corti
- Mat de Gleb Panfilov
- Nouvelle Vague de Jean-Luc Godard
- Rodrigo D: No Futuro de Víctor Gaviria
- Shi no toge de Kōhei Oguri
- Taksi-Blyuz de Pavel Lungin
- Tilaï d'Idrissa Ouedraogo
- Ucho de Karel Kachyňa
- White Hunter Black Heart de Clint Eastwood
- Wild at Heart de David Lynch

### Un Certain Regard
Les següents pel·lícules foren seleccionades per competir a Un Certain Regard:
- 1871 de Ken McMullen
- Abrahams Gold de Jörg Graser
- The Best Hotel on Skid Row de Christine Choy, Renee Tajima-Peña
- Txiornaya roza - emblema pechali, krasnaya roza - emblema lyubvi de Serguei Soloviov
- Le cantique des pierres de Michel Khleifi
- Le casseur de pierres de Mohamed Zran
- Zamri, umri, voskresni! de Vitali Kanevsky
- V gorode Sochi tyomnye nochi de Vasili Pichul
- Hameyu'ad de Daniel Wachsmann
- Innisfree de José Luis Guerín
- Ostatni prom de Waldemar Krzystek
- Longtime Companion de Norman René
- Night Out de Lawrence Johnston
- Pummarò de Michele Placido
- Het sacrament d'Hugo Claus
- Scandalo segreto de Monica Vitti
- Ke tu qiu hen d'Ann Hui
- The Space Between the Door and the Floor de Pauline Chan
- Tumultes de Bertrand Van Effenterre
- On Tour de Gabriele Salvatores

### Pel·lícules fora de competició
Les següents pel·lícules foren seleccionades per ser projectades fora de competició:
- Artificial Paradise (Umetni raj) de Karpo Godina
- The Comfort of Strangers de Paul Schrader
- Cry-Baby de John Waters
- Dreams d'Akira Kurosawa
- Korczak d'Andrzej Wajda
- The Little Mermaid de John Musker, Ron Clements
- Non, ou a Vã Glória de Mandar de Manoel de Oliveira
- The Plot Against Harry de Michael Roemer
- Il sole anche di notte dels germans Taviani
- La voce della luna de Federico Fellini

### Curtmetratges en competició
Els següents curtmetratges competien per Palma d'Or al millor curtmetratge:
- Le baiser de Pascale Ferran
- De slaapkamer de Maarten Koopman
- Jours de plaine de Réal Berard, André Leduc
- The Lunch Date d'Adam Davidson
- Night Cries: A Rural Tragedy de Tracey Moffatt
- Les Pediants de Prinzgau
- Le pinceau à lèvres de Bruno Bauer Chiche
- Polvo Enamorado de Javier Lopez Izquierdo
- Portrét de Pavel Koutský
- Revestriction de Barthelemy Bompard
- 'Etre Ou Ne Pas Être de John Weldon
- Yego zhena kuritsa d'Igor Kovalyov

## Seccions paral·leles

### Setmana Internacional dels Crítics
Els següents llargmetratges van ser seleccionats per ser projectats per a la vint-i-novena Setmana de la Crítica (29e Semaine de la Critique):
Competició de pel·lícules
- Beyond the Ocean de Ben Gazzara (Itàlia)
- H-2 Worker de Stéphanie Black (EIA)
- Benim Sinemalarım (Les meves cinemes) de Füruzan i Gülsün Karamustafa (Turquia)
- Outremer de Brigitte Roüan (França)
- Queen of Temple Street de Lawrence Ah Mon (Hong Kong)
- The Reflecting Skin de Philip Ridley (U.K.)
- Cas sluhu de Irena Pavlaskova (Txecoslovàquia)

Competició de curtmetratges
- Animathon de Collectif (Canadà)
- Inoi de Sergueï Masloboïchtchikov (URSS)
- Les Mains au dos de Patricia Valeix (França)
- The Mario Lanza Story de John Martins-Manteiga (Canadà)
- Pièce touchée de Martin Arnold (Àustria)
- Sibidou de Jean-Claude Bandé (Burkina Faso)
- Sostuneto de Eduardo Lamora (Noruega)

### Quinzena dels directors
Les següents pel·lícules foren exhibides en la Quinzena dels directors de 1990 (Quinzaine des Réalizateurs):
- Iskindiriah Kaman Oue Kaman de Youssef Chahine
- Bagh Bahadur de Buddhadeb Dasgupta
- Céllövölde d'Arpad Sopsits
- December Bride de Thaddeus O'Sullivan
- End Of The Night de Keith McNally
- Halfaouine Child of the Terraces de Ferid Boughedir
- Inimene, Keda Polnud de Peeter Simm
- Laguerat de Georgi Djulgerov
- Margarit i Margarita de Nikolaï Volev
- Metropolitan de Whit Stillman
- Paper Mask de Christopher Morahan
- Pervii Etage d'Igor Minaiev
- Porte Aperte de Gianni Amelio
- Printemps Perdu d'Alain Mazars
- Shimaguni Konjo de Fumiki Watanabe
- Skyddsängeln de Suzanne Osten
- Stille Betrüger de Beat Lottaz
- Lebedyne ozero. Zona de Yuri Illienko
- To Sleep with Anger de Charles Burnett
- Vreme čuda de Goran Paskaljevic
- El pont de Varsòvia de Pere Portabella

## Premis

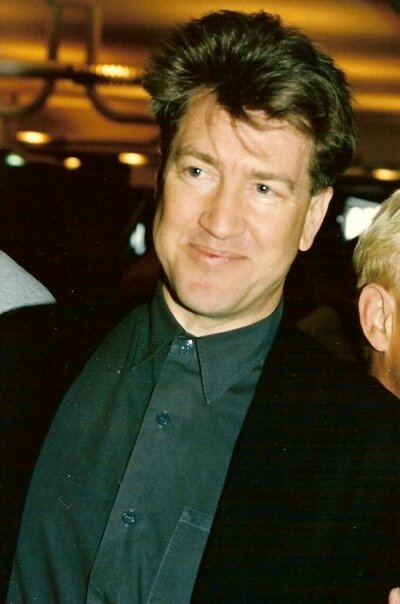
David Lynch, Palma d'Or 1990

### Premis oficials
Els guardonats en les seccions oficials de 1990 foren:
- Palme d'Or: Wild at Heart de David Lynch
- Grand Prix: 
  - Shi no toge de Kōhei Oguri
  - Tilaï de Idrissa Ouedraogo
- Millor director: Pavel Lungin per Taksi-Blyuz[14]
- Millor actriu: Krystyna Janda per Przesłuchanie
- Millor actor: Gérard Depardieu per Cyrano de Bergerac
- Millor contribució artística: Gleb Panfilov per Mat
- Premi del Jurat: Hidden Agenda de Ken Loach

Càmera d'Or
- Caméra d'Or: Zamri, umri, voskresni! de Vitali Kanevsky
- Càmera d'Or - Menció especial: Time of the Servants de Irena Pavlásková & Farendj de Sabine Prenczina[14]

Curtmetratges
- Palma d'Or al millor curtmetratge: The Lunch Date de Adam Davidson
- Primer premi del jurat: De slaapkamer de Maarten Koopman
- Segon premi del jurat: Revestriction de Barthelemy Bompard

### Premis independents
Premis FIPRESCI
- Lebedyne ozero-zona de Yuri Illyenko (Quinzena dels directors)
- Shi no toge de Kōhei Oguri (En competició)
- Premi especial: Manoel de Oliveira[14]

Commission Supérieure Technique
- Gran Premi Tècnic: Pierre Lhomme (fotografia) a Cyrano de Bergerac

Jurat Ecumènic
- Premi del Jurat Ecumènic: Stanno tutti bene de Giuseppe Tornatore
- Jurat Ecumènic – Menció especial: Hidden Agenda de Ken Loach i Taksi-Blyuz de Pavel Lungin[14]

Premi de la joventut
- Pel·lícula estrangera: Lebedyne ozero-zona de Iuri Illienko
- Pel·lícula francesa: Printemps perdu d'Alain Mazars

Altres premis
- Prix de la Critique Internationale: Shi no toge de Kōhei Oguri[2]
- Premi de l'Audiència:[14]
  - Abrahams Gold de Jörg Graser
  - Sur de Fernando Solanas

## Mèdia
- INA: Arribada de les estrelles per l0aperura del festival de Canes de 1990 ((francès))
- INA: Presentació del jurat del 43è Festival ((francès))